# Okrzeszyn

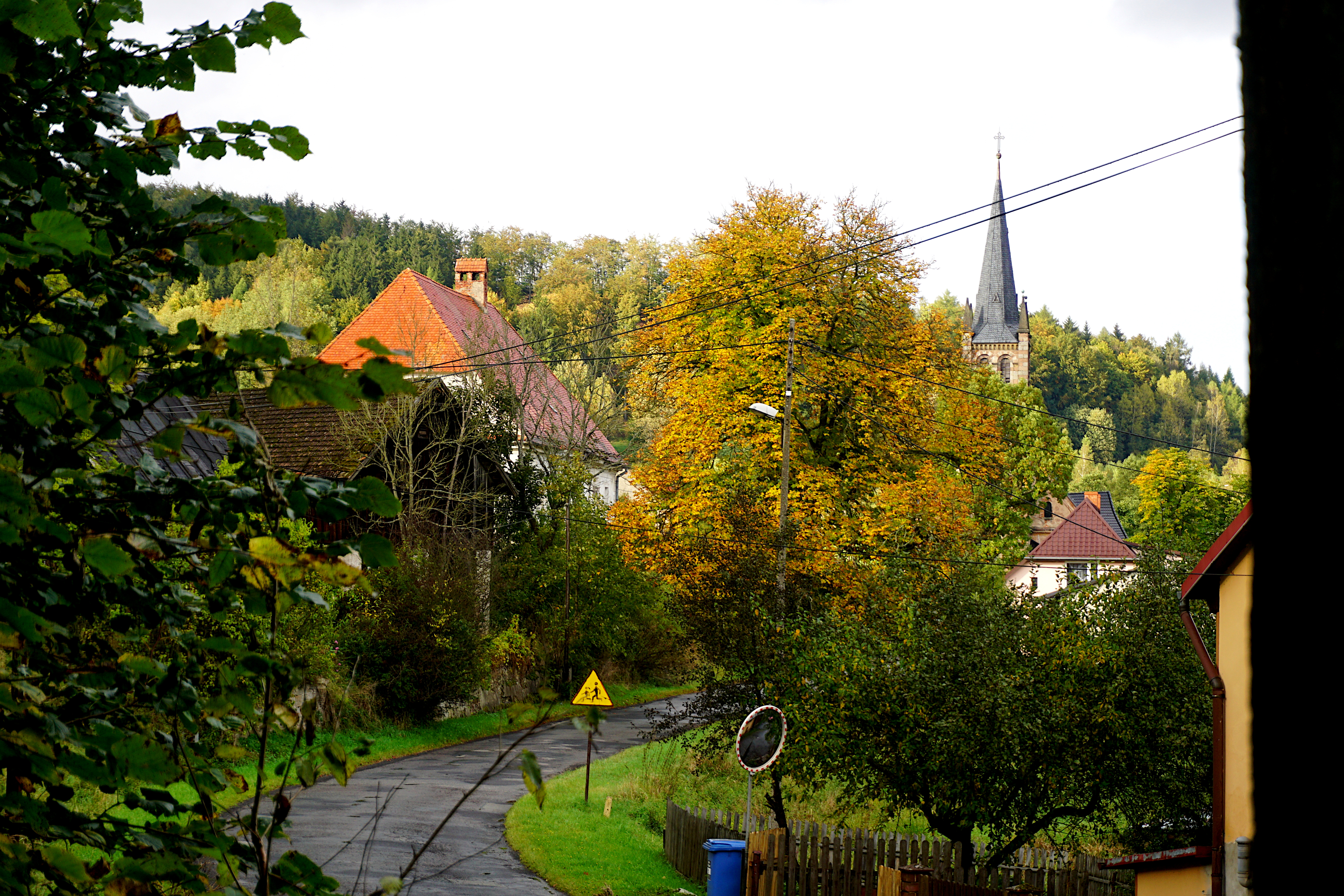
Dorfpartie in Albendorf

Okrzeszyn (deutsch Albendorf) ist ein Ort in der Stadt- und Landgemeinde Lubawka (Liebau i. Schlesien) im Powiat Kamiennogórski der Woiwodschaft Niederschlesien in Polen. 

## Geographie
Okrzeszyn liegt im äußersten Süden des Powiat Kamiennogórski unmittelbar an der Grenze zu Tschechien. Nachbarorte sind Błażejów (Blasdorf b. Schömberg) und Uniemyśl (Berthelsdorf) im Norden, Chełmsko Śląskie (Schömberg) im Nordosten, Horní Adršpach im Osten, Chvaleč im Südosten, Petřikovice und Trutnov im Südwesten, Zlatá Olešnice im Westen und Bečkov, Bernartice und Královec im Nordwesten. Das Tal um Okrsezsyn und Uniemyśl entwässert als eines von nur zwei bewohnten Gebieten Polens zur Elbe hin (neben der etwas größeren, stärker besiedelten Gegend um Kudowa-Zdrój).

## Geschichte

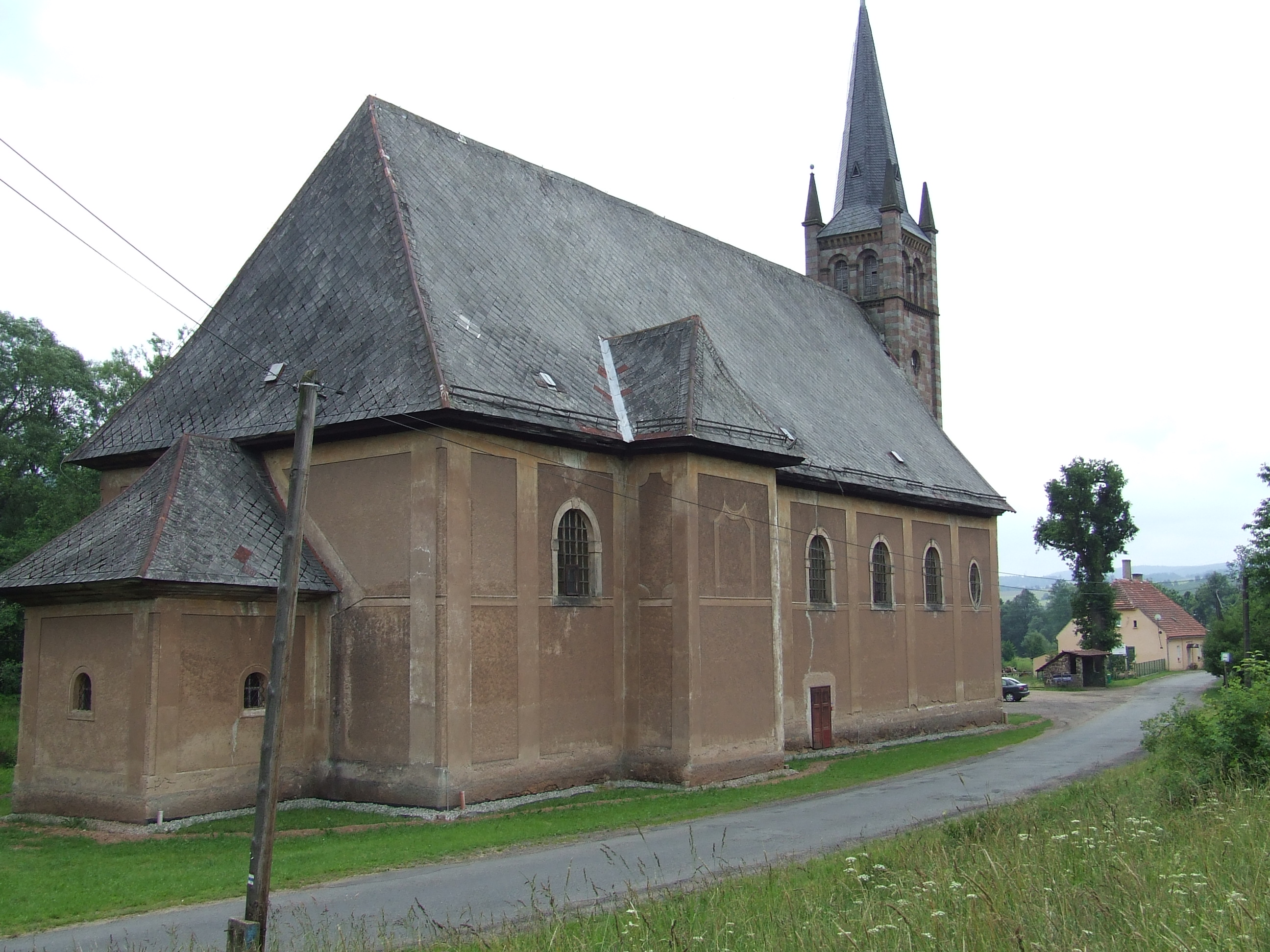
Kirche Mariä Geburt mit neugotischem Turm

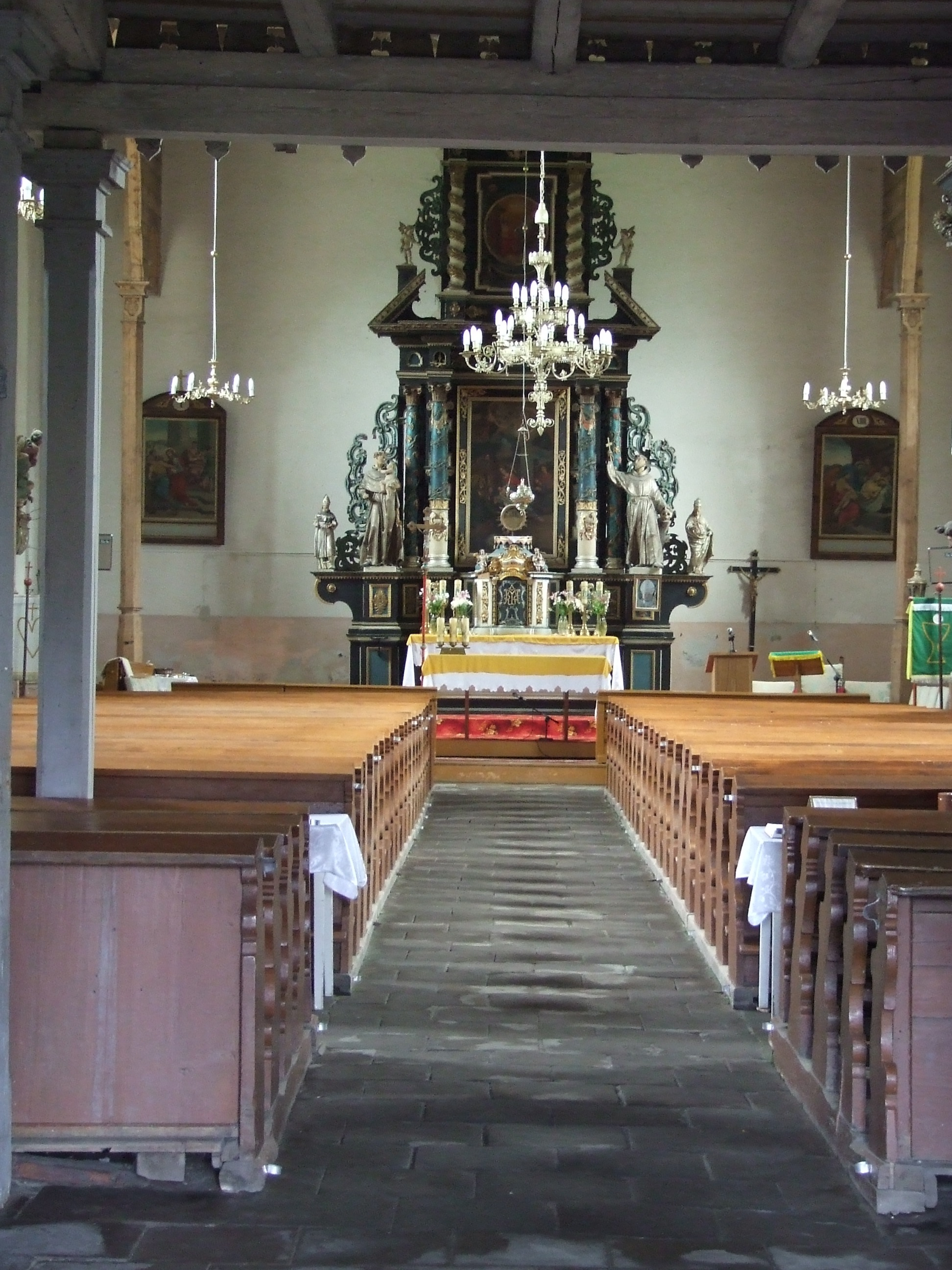
Hauptaltar der Kirche Mariä Geburt

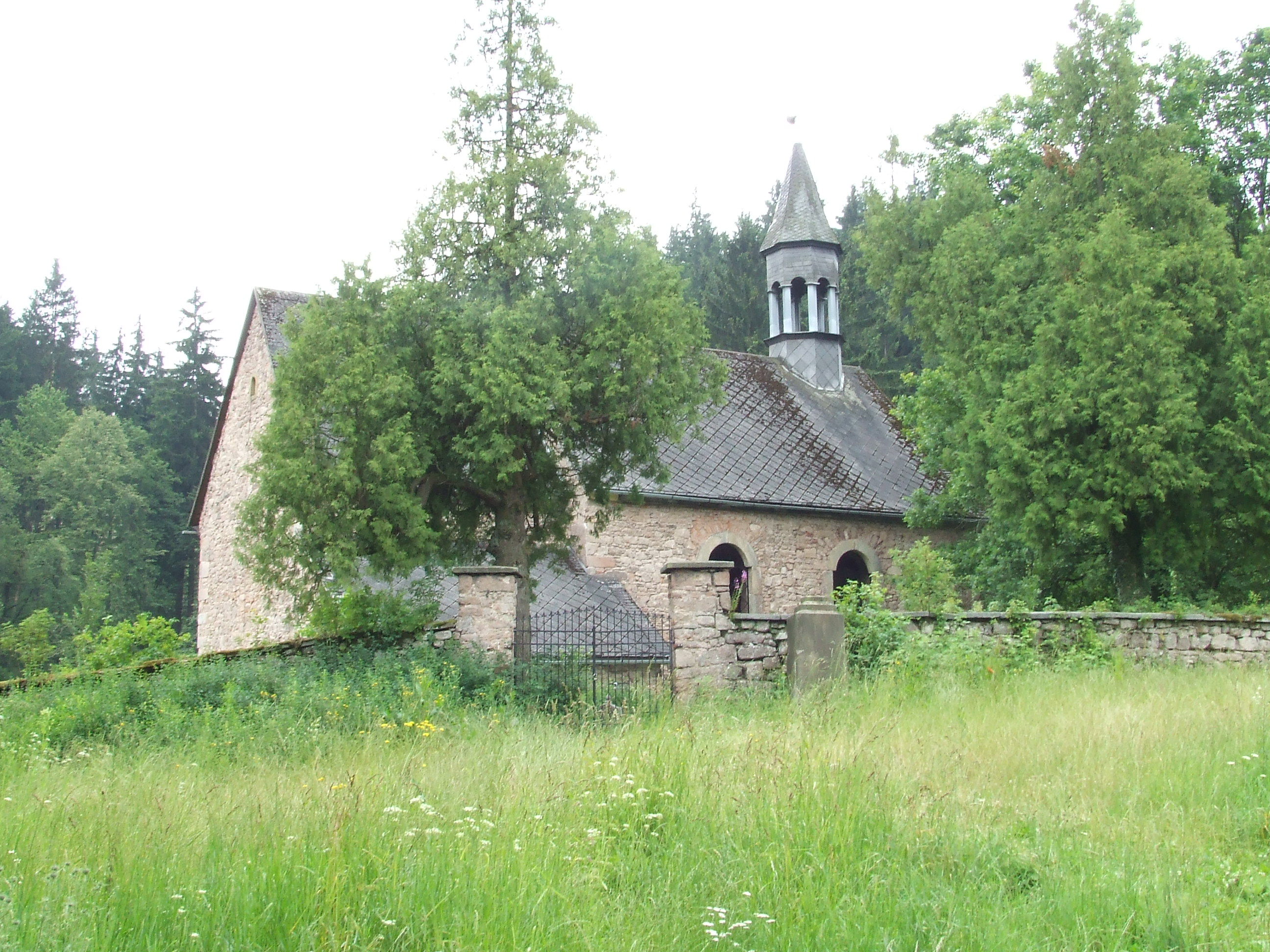
Ruine der ehemaligen St.-Michaels-Kirche

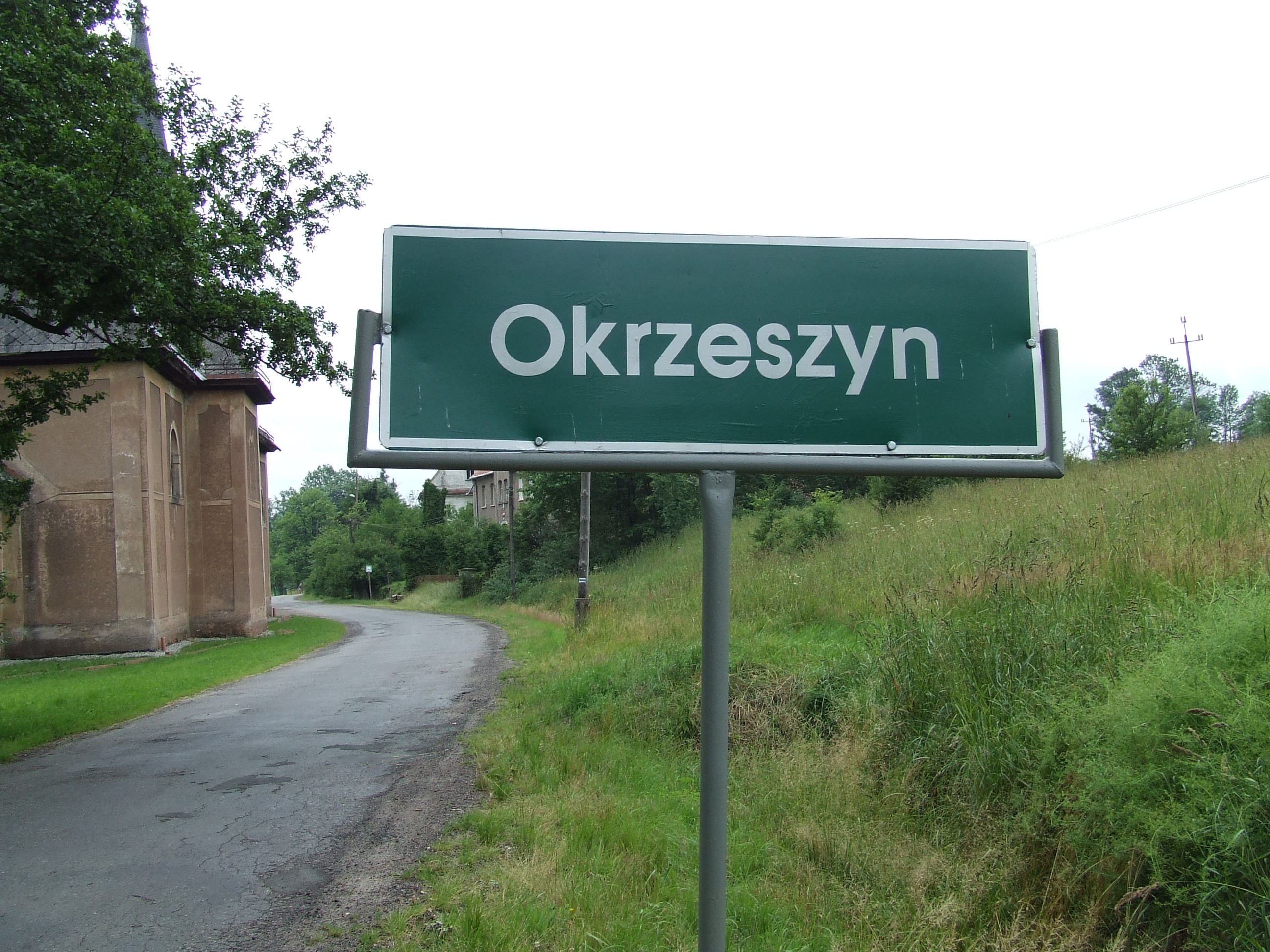
Okrzeszyn

Albendorf wurde vermutlich im 11. Jahrhundert gegründet und gehörte zu Böhmen. 1359 gelangte es zusammen mit Berthelsdorf und dem Gebiet der oberen Steine um Friedland an Bolko I. von Schweidnitz, der das Gebiet dem Zisterzienserkloster Grüssau schenkte, mit dem es bis zur Säkularisation 1810 als Stiftsdorf verbunden blieb. 1368 gelangte es zusammen mit dem Herzogtum Schweidnitz-Jauer an die Krone Böhmen. 1378 erwarb das Kloster Grüssau auch die Albendorfer Scholtisei. 
Nach dem Ersten Schlesischen Krieg fiel Albendorf 1742 zusammen mit Schlesien an Preußen. Nach der Neugliederung Preußens gehörte es seit 1815 zur Provinz Schlesien und war ab 1816 dem Landkreis Landeshut eingegliedert, dem es bis 1945 angehörte. Es bildete eine eigene Landgemeinde und war Sitz des gleichnamigen Amtsbezirks.
Von wirtschaftlicher Bedeutung war neben der Landwirtschaft die Hausweberei sowie eine Brauerei und eine Branntweinbrennerei. Seit 1899 war Albendorf Endstation der Ziederthalbahn. 
Als Folge des Zweiten Weltkriegs fiel Albendorf 1945 wie fast ganz Schlesien an Polen und wurde zunächst in Albinów und kurze Zeit später in Okrzeszyn umbenannt. Die deutsche Bevölkerung wurde Flucht und Vertreibung Deutscher aus Mittel- und Osteuropa 1945–1950 weitgehend vertrieben. Die neu angesiedelten Bewohner waren zum Teil Heimatvertriebene aus Ostpolen, das an die Sowjetunion gefallen war. Durch die Schließung der Grenze zur damaligen Tschechoslowakei lag Okrzeszyn abgelegen von anderen Ortschaften, so dass die touristische Bedeutung zurückging. Ab 1947 wurde in der ehemaligen Steinkohlengrube „Neue Gabe Gottes“ mehr als drei Jahre nach Uran gesucht. Die Suche wurde eingestellt, da die Ausbeute zu gering war. Der Personenverkehr der Bahnstrecke wurde am 1. Januar 1954 eingestellt, der Güterverkehr verkehrte noch bis Ende 1959 nach Okrzeszyn. Die Bahngleise wurden 1973 demontiert. Erhalten ist noch das ehemalige Bahnhofsgebäude. 1975–1998 gehörte Okrzeszyn zur Woiwodschaft Jelenia Góra.

## Sehenswürdigkeiten
- Die römisch-katholische Filialkirche „Mariä Geburt“ wurde 1724 als Stiftung des Klosters Grüssau errichtet. Der Hauptaltar mit den Heiligenstatuen wurde um 1670 von Georg Schrötter für die Klosterkirche in Grüssau geschaffen und später hierher verbracht. Die Seitenaltäre und die Kanzel stammen aus der zweiten Hälfte des 18. Jahrhunderts. Der neugotische Turm wurde 1856 errichtet.
- Das ehemalige Pfarrhaus südwestlich der Kirche ist von 1794. Es ist ein zweigeschossiger Spätbarockbau mit Satteldach.
- Ruine der ehemaligen St.-Michaels-Kirche